# Litván litas
A litván litas (litvánul: Lietuvos litas; többesszáma: litai) Litvánia hivatalos pénzneme 1993 és 2014 között, váltópénze a centas (többesszáma centai).

## Története
Litas volt a neve Litvánia első világháborút követő függetlenné válásakor, 1922-ben bevezetett nemzeti valutájának is. A jelenleg forgalomban lévő litast 1993. június 25-én vezették be, felváltva a szovjet rubelről való áttérés átmeneti pénzegységét, a talonast. A litas pénznevet az ország nevéhez való hasonlósága miatt választották (Litvánia litvánul: Lietuva), hasonlóan a lett lathoz. 1994 és 2002 között a litas árfolyamát az USA-dolláréhoz kötötték 1:4 LTL:USD arányban. 2002. február 2. óta az euró-árfolyamhoz kötik, az arány 1:3,4528 EUR:LTL.
Litvánia 2004. június 27-én lépett be az ERM II-be. 2015. január 1-jén bevezették az eurót, melynek érméi a litason is látható lovast ábrázolják.

## Érmék
| Kép | Névérték | Műszaki paraméterek | Műszaki paraméterek | Műszaki paraméterek | Műszaki paraméterek                           | Leírás                | Leírás            | Leírás |
| Kép | Névérték | Átmérő              | Vastagság           | Tömeg               | Összetétel                                    | Perem                 | Előlap            | Hátlap |
| --- | -------- | ------------------- | ------------------- | ------------------- | --------------------------------------------- | --------------------- | ----------------- | ------ |
|     | 1 cent   | 18,75 mm            | 1,30 mm             | 0,83 g              | alumínium                                     | sima                  | érték megnevezése | címer  |
|     | 2 cent   | 21,75 mm            | 1,30 mm             | 1,12 g              |                                               | sima                  | érték megnevezése | címer  |
|     | 5 cent   | 24,40 mm            | 1,35 mm             | 1,40 g              |                                               | sima                  | érték megnevezése | címer  |
|     | 10 cent  | 17 mm               | 1,70 mm             | 2,60 g              | nikkel, réz                                   | érdes                 | érték megnevezése | címer  |
|     | 20 cent  | 20,50 mm            | 2,10 mm             | 4,80 g              | nikkel, réz                                   | érdes                 | érték megnevezése | címer  |
|     | 50 cent  | 23 mm               | 2,10 mm             | 6 g                 | nikkel, réz                                   | érdes                 | érték megnevezése | címer  |
|     | 1 litas  | 22,30 mm            | 2,20 mm             | 6,25 g              | nikkel, réz                                   | érdes                 | érték megnevezése | címer  |
|     | 2 litas  | 25 mm               | 2,20 mm             | 7,50 g              | mag: réz, nikkel gyűrű:réz, alumínium, nikkel | recés                 | érték megnevezése | címer  |
|     | 5 litas  | 27,50 mm            | 2,35 mm             | 10,10 g             | mag: réz, nikkel gyűrű:réz, alumínium, nikkel | "PENKI LITAI" felirat | érték megnevezése | címer  |

## Bankjegyek
| érték     | kép | méret                                                 | előlap                                                                  | hátlap                                       | megjegyzés       |
| --------- | --- | ----------------------------------------------------- | ----------------------------------------------------------------------- | -------------------------------------------- | ---------------- |
| 1 litas   |     |                                                       | Žemaitė (Julija Beniuševičiūtė-Žymantienė) litván költőnő (1845 - 1921) | Aukštaitija fatemploma a 18. században épült | kivonva 1997-ben |
| 2 litas   |     | Motiejus Valančius püspök                             | Trakai vízivára                                                         |                                              | kivonva 1997-ben |
| 5 litas   |     | Jonas Jablonskis a litván irodalmi nyelv megteremtője | Nyomtató                                                                |                                              | kivonva 1997-ben |
| 10 litas  |     | 65 x 135 mm                                           | Steponas Darius és Stasys Girėnas repülőpilóták                         | Lituanica repülőgép                          |                  |
| 20 litas  |     | 65 x 135 mm                                           | Maironis (Jonas Mačiulis) költő                                         | Kaunas háborús múzeuma                       |                  |
| 50 litas  |     | 65 x 135 mm                                           | Jonas Basanavičius politikus                                            | Vilniusi katedrális és harangtorony          |                  |
| 100 litas |     | 65 x 135 mm                                           | Simonas Daukantas történész                                             | Vilniusi Egyetem                             |                  |
| 200 litas |     | 65 x 135 mm                                           | Vydūnas (Wilhelm Storost) költő, filozófus                              | Klaipėda világítótornya                      |                  |
| 500 litas |     | 147 x 70 mm                                           | Vincas Kurdirka költő                                                   | A litván szabadságharang                     |                  |

## Emlékérmék
Az 1 Litasból az alábbi emlékérméket verték:

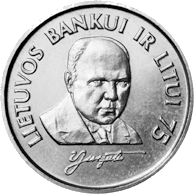
A Litván Nemzeti Bank és a litas 75. évfordulója (1997)
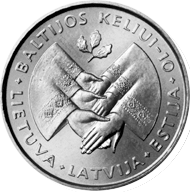
A balti út 10. évfordulója (1999)
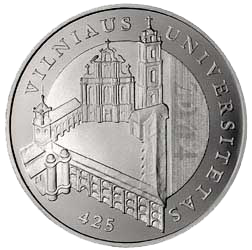
A Vilniusi egyetem 425. évfordulója (2004)